# نطاق هيل

تخطيط كنتوري للوضع الفعال لنظام من جسمين بسبب قوي الجاذبية والقصور الذاتي عند فاصل من الزمن. نطاقات هيل هي المناطق الدائرية المحيطة بالكتلتين الكبيرتين. (أنصاف أقطار الأرض والشمس في الرسم غير خاضعة لأى مقياس.)

نطاق هيل (بالإنجليزية: Hill sphere)‏ لأي جرم سماوي هو المنطقة التي تسود فيها جاذبية ذلك الجرم على جاذبية الأقمار التابعة له. وبعبارة أخرى، لابد لمدار قمر تابع لكوكب ما أن يكون واقعاً داخل نطاق هيل الكروي للكوكب ليظل القمر تابعاً له. كذلك يكون للقمر بدوره نطاق هيل الخاص به. بمعنى أن أي جسم يقع داخل ذلك النطاق (المسافة) من القمر يميل لأن يصبح تابعاً للقمر، بدلاً من الكوكب نفسه. وبسبب ذلك، تشير بعض تعاريف «المجموعات الكوكبية» ببساطة لنطاق هيل الخاص بنجم أو بنجوم تلك المجموعة، مثل نطاق هيل للشمس في حالة المجموعة الشمسية أو «النظام الشمسي» (ربما للتبسيط).
بعبارات أكثر دقة، نطاق هيل الكروي يقارب نطاق نفوذ جاذبية جسم أصغر في مواجهة الاختلالات الناتجة عن جسم أكثر منه ضخامه. وقد عَرَّف الفلكي الأمريكي جورج وليام هيل هذا النطاق، استناداً إلى أعمال الفلكي الفرنسي إدوار روش. لهذا السبب، يعرف هذا النطاق أيضاً باسم نطاق روش (وينبغي عدم الخلط بينه وبين حد روش).
في المثال إلى اليسار، يمتد نطاق هيل الكروي بين النقطتين اللاغرانجيتين L1 وL2، اللتان تقعا على الخط الواصل بين مركزي الجسمين. وتكون منطقة نفوذ الجسم الثاني (الشمس) أقصر في اتجاه هذا الخط، ويكون هذا عامل محدد لمدي نطاق هيل للشمس. فأى جسم ثالث يدور حول الثاني (مثل قمرٍ يدور حول كوكب المشتري) بعد تلك المسافة، يقضى على الأقل جزءاً من مداره خارج نطاق هيل، وسيتعرض تدريجياً لاضطرابات ناتجه عن قوى المد والجزر للجسم المركزي (مثل الشمس)، حتي ينتهى به المطاف بأن يدور حوله.